# Salma de Nora

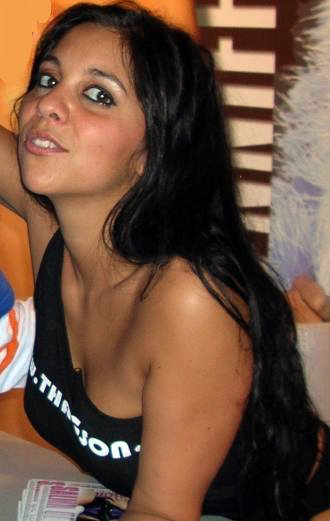
Salma de Nora (2006)

Salma De Nora (* 16. Juni 1979 in Madrid) ist eine spanische Pornodarstellerin. Sie ist auch unter dem Namen Salma Heidegg bekannt.

## Leben
Im Alter von 14 Jahren begann De Nora Theater zu spielen, was sie begeisterte und sie auf den Weg brachte, Filme zu drehen. Sie war zum ersten Mal in einem Film zu sehen, als sie Hannelore Elsner in der deutschen Fernsehproduktion Ich leih dir meinen Mann doubelte. De Nora zog im Jahr 2003 nach Deutschland und begann als Aktfotomodell zu arbeiten. Sie wechselte in die Pornobranche, nachdem sie die Venus Awards in Berlin besucht hatte. De Nora hat in den Niederlanden und Belgien gearbeitet und in mehr als 70 Filmen in Deutschland. In Spanien hat sie mit Telecinco und TNT gearbeitet und viele Filme gedreht, u. a. The Gift aus dem Jahr 2005. Sie hat bisher in ca. 400 Filmen mitgespielt.
De Nora spielt die Hauptrolle in dem Spielfilm Dog World, eine spanische Produktion mit einem Budget von mehr als 130.000 Euro und einer Idee nach Mad Max. Ein großer Teil der in Spanien produzierten Filme wurde bei großen Produktionsfirmen wie „Private Media Group“, „IFG“ und „Thagson“ gedreht. In Deutschland drehte sie hauptsächlich bei „Inflagranti“, „Magmafilm“, „EVS“, „VNM“ und „Beate Uhse AG“. Salma hat sich auch einen Namen in Holland, Belgien und in der Schweiz gemacht. Mit „Eastside-Studios“, einer Schweizer Produktionsfirma, hat sie ihren ersten Film (Mallorca-Loveboat) als Co-Produzentin gedreht.

## Auszeichnungen

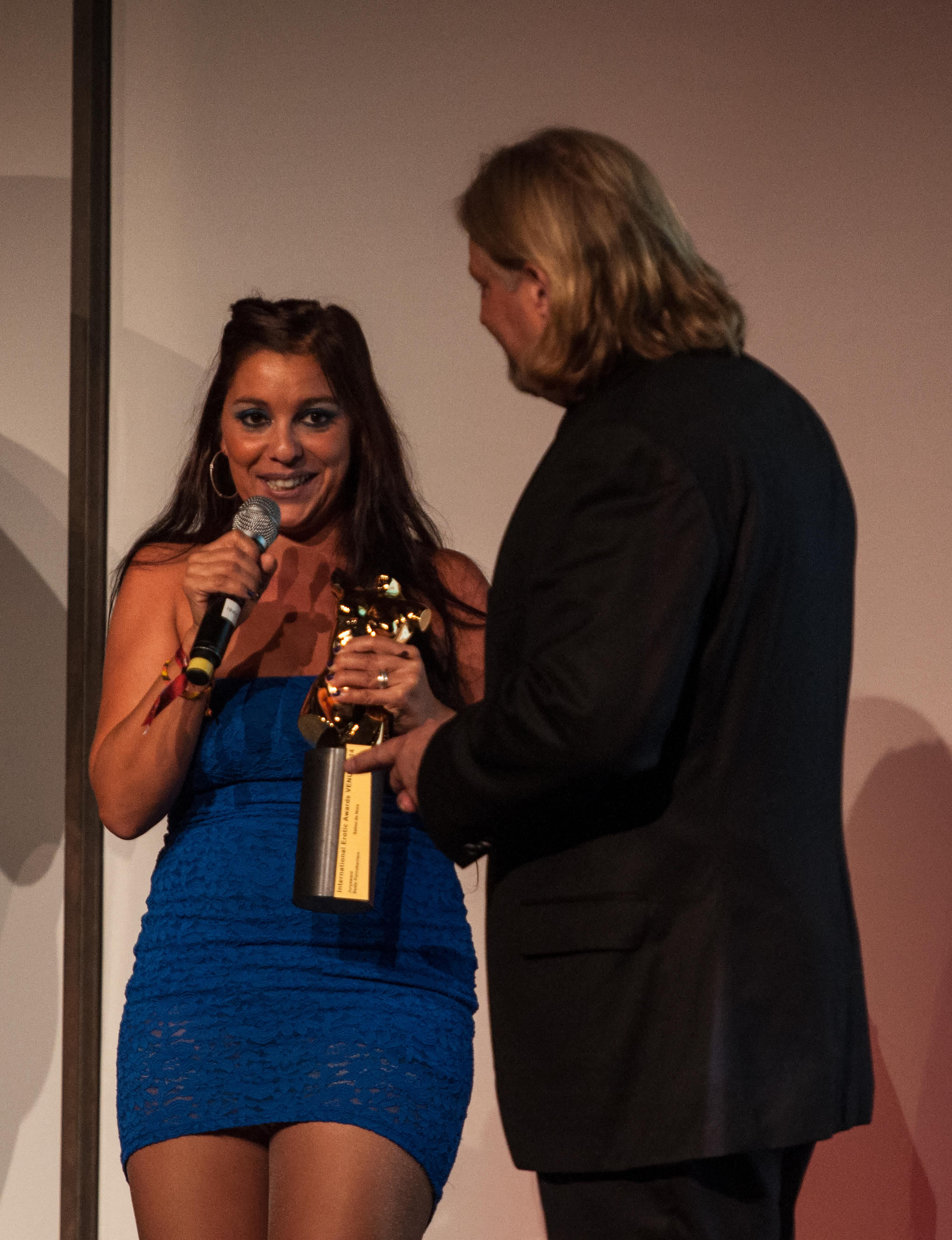
Salma de Nora nimmt ihren Venus Award für die Beste Pornokarriere entgegen (2014)

- 2006: Brüssel Festival: Beste Darstellerin Spaniens
- 2006: Venus Paris: Beste Darstellerin Spaniens
- 2006: Extasia Schweiz: Beste Darstellerin Spaniens
- 2006: Seda Mallorca: Beste Darstellerin Spaniens
- 2007: Eroticline Award Berlin: Erfolgreiche Geschäftsfrau Europa
- 2007: Expo Sex Madrid: Best Darstellerin Spaniens
- 2008: FICEB Award: Mejor Actriz/Best Spanish Actress in The Resolution
- 2014: Venus Award Berlin: Juryaward Beste Pornokarriere

## Filmografie (Auswahl)
- 2005: The Gift
- 2005: DIVAZ 6: Salma
- 2005: Die zweite Haut
- 2006: Sex-Grüsse aus Mallorca!
- 2006: Die Schweiz sucht den Erotikstar
- 2007: Mallorca Porno Report 3
- 2008: Sexparadies
- 2009: Sekretärinnen... bereit zum Diktat!
- 2011: Spermageddon 2
- 2013: German POV